# Henry Meyners Bernard
Pour les articles homonymes, voir Bernard (patronyme).
Henry Meyners Bernard (né le 29 novembre 1853 à Singapour – mort le 4 janvier 1909 à Londres) est un prêtre biologiste britannique, spécialisé en carcinologie et paléontologie. Il est notamment spécialiste des solifuges, coraux et trilobites,. Henry est le 3e des six enfants d'Alfred George Farquhar Bernard et d'Elizabeth Antoinette Moor,.